# Tapinoma minutissimum
Tapinoma minutissimum är en myrart som beskrevs av Carlo Emery 1891. Tapinoma minutissimum ingår i släktet Tapinoma och familjen myror. Inga underarter finns listade i Catalogue of Life.